# Ceciliakapellet
Ceciliakapellet är ett kapell i Oskarshamn på Oskarshamns folkhögskola.

## Kapellet
Den 31 maj 1979 invigdes en ny institutionsbyggnad vid Oskarshamns folkhögskola. Den nya byggnaden inrymmer för skolans musiklinje ett kapell, flera undervisningsrum och övningsrum, körsal, samt ett stort samlingsrum för hela skolan. Den 6 oktober 1979 invigdes kapellet av biskop Sven Lindegård. Sedan dess tjänar byggnaden som gudstjänstrum. Huset och kapellet döptes efter kyrkomusikens skyddshelgon Cecilia till Ceciliagården och Ceciliakapellet. Sedan 1998 pryds byggnaden av en kyrktupp. Denna vann utmärkelsen årets kyrktupp 2010 av Svenska kyrktuppsfrämjandet).

## Inventarier
- Altartavla med motiv på heliga Birgitta, heliga Cecilia och Jesus.
- Träskulptur av ett skepp "Resenären", tillverkad 1998.
- Dopfunt
- En flygel av märket Bösendorfer 290 "Imperial".

## Orgel
Orgeln byggdes på initiativ av Stig Franzen år 1979 av Hammarbergs Orgelbyggeri i Göteborg. Erik och Bertill Hasselgren utförde snickerier och tekniska arbeten. Arne Olsson konstruerade och Rune Larsson arbetade i tennverkstaden. Nils Hammarberg svarade för planläggning, fasad och intonation. Medhjälpare vid intonation var Bo Hammarberg och Horst Schwarz.
Delar av pipmaterialet återanvändes från en tidigare orgel i Oskarshamns kyrka. Stämman Zinka 4’ skänktes av musikläraren Bo Ekvall. Orgeln har beteckningen Nils Hammarberg Opus 416. 
2015 renoverades och omdisponerades orgeln av Ålems orgelverkstad. Bland annat byttes Gedacktpommer 16' mot Subbas 16' och pedalverket utökades även med en Principal 8'.
| Huvudverk I C-g3 | Bröstverk II C-g3   | Pedal C-f1    | Koppel |
| Principal 8'     | Gedackt 8'          | Subbas 16'    | II/I   |
| Rörflöjt 8'      | Salicional 8'       | Principal 8'  | I/P    |
| Octava 4'        | Flûte octaviante 4' | Gedacktbas 8' | II/P   |
| Gedacktflöjt 4'  | Principal 2'        | Flöjtbas 4'   |        |
| Quinta 2 2/3'    | Scharff 2 ch        | Fagott 16'    |        |
| Waldflöjt 2'     | Sesquialtera 2 ch   | Zinka 4'      |        |
| Mixtur 4 ch      | Hautbois 8'         |               |        |
| Trumpet 8'       | Tremulant           |               |        |
|                  | Crescendosvällare   |               |        |